# تبني المثليين للأطفال والأبوة والأمومة عند المثليين في أستراليا

الوضع القانوني لتبني المثليين للأطفال حول العالم.
التبني المشترك للأطفال من قبل الأزواج المثليين قانوني
تبني أحد الشريكين للطفل البيولوجي للشريك الآخر قانوني
لا توجد قوانين تسمح بتبني الأزواج المثليين للأطفال

غالبًا ما يستند القانون في أستراليا فيما يتعلق بالأطفال إلى ما يعتبر في مصلحة الطفل. والافتراض التقليدي المستخدم في كثير من الأحيان هو أن الأطفال يحتاجون إلى كل من الأم والأب، وهو ما يلعب دورًا مهمًا في إجراءات الطلاق والحضانة، وقد انتقل ذلك إلى إجراءات التبني والخصوبة. منذ أبريل 2018، تسمح جميع الولايات والأقاليم الأسترالية بتبني الأزواج المثليين للأطفال.

## نظرة عامة
|                              | يمكن للأزواج المثليين التماس تبني مشترك | يمكن للعازب من المثليين التماس التبني | يمكن للأزواج المثليين التماس تبني أحد الشريكين للطفل البيولوجي للشريك الآخر |
| ---------------------------- | --------------------------------------- | ------------------------------------- | --------------------------------------------------------------------------- |
| نيو ساوث ويلز وجزيرة نورفولك | نعم (منذ عام 2010)                      | نعم (منذ عام 2000)                    | نعم (منذ عام 2010)                                                          |
| مقاطعة العاصمة الأسترالية    | نعم (منذ عام 2004)                      | نعم (منذ عام 1993)                    | نعم (منذ عام 2004)                                                          |
| أستراليا الغربية             | نعم (منذ عام 2002)                      | نعم                                   | نعم (منذ عام 2002)                                                          |
| تاسمانيا                     | نعم (منذ عام 2013)                      | نعم                                   | نعم (منذ عام 2004)                                                          |
| فيكتوريا                     | نعم (منذ عام 2016)                      | Yes                                   | نعم (منذ عام 2007)                                                          |
| كوينزلاند                    | نعم (منذ عام 2016)                      | نعم (منذ عام 2016)                    | نعم (منذ عام 2016)                                                          |
| جنوب أستراليا                | نعم (منذ عام 2017)                      | نعم (منذ عام 2017)                    | نعم (منذ عام 2017)                                                          |
| الإقليم الشمالي              | نعم (منذ عام 2018)                      | فقط في حالات إستثنائية                | نعم (منذ عام 2018)                                                          |

## التقدم التشريعي
منذ أبريل 2018، أصبح تبني الأزواج المثليين متاحًا قانونيًا في جميع الولايات القضائية في أستراليا.
أصبحت أستراليا الغربية أول ولاية أسترالية تسمح بتبني المثليين للأطفال عندما أقرت حكومة حزب العمال قانون تعديل القوانين (قانون إصلاح المثليات والمثليين) 2002 والذي قام بدوره بتعديل قانون التبني (أستراليا الغربية) 1994. سمح ذلك للأزواج المثليين بالتبني وفقًا لمعايير تقيس مدى ملاءمة الأزواج والأفراد ليكونوا آباء، بغض النظر عن التوجه الجنسي.
حدث أول تبني المثليين للأطفال قانونيا في أستراليا، من قبل رجلين، في ولاية أستراليا الغربية في يونيو 2007. وفي وقت لاحق، في 2 أغسطس 2007، أعلنت الحكومة الفيدرالية برئاسة رئيس الوزراء جون هوارد أنها ستصدر تشريعات لمنع الأزواج المثليين من تبني طفلاً من الخارج، ولن يعترفوا أيضًا بالأطفال المتبنين من قبل الأزواج المثليين. كان من شأن مشروع قانون الأسرة (قانون تبني المثليين للأطفال) المقترح الصادر عن الائتلاف الحكومي الفيدرالي تعديل قانون الأسرة 1975 وإلغاء قوانين الولايات والأقاليم التي تغطي حالياً عمليات التبني الدولية. كان من المقرر تقديم مشروع القانون في دورة ربيع عام 2007 للبرلمان، لكن تم إلغاء جدول الأعمال الخاصة به بعد الانتخابات الأسترالية الفيدرالية لعام 2007، ولم يتم التصويت عليه.
في يوليو 2009، قررت لجنة القانون والعدالة في نيو ساوث ويلز تعديل قانون التبني 2000 للسماح للأزواج المثليين بالحق في التبني. وقالت كريستين روبرتسون رئيسة اللجنة: «خلصت اللجنة إلى أن الإصلاح للسماح للأزواج المثليين بالتبني سيساعد على ضمان تلبية مصالح الأطفال الفضلى عن طريق قوانين التبني لدينا وتنفيذ جميع التوصيات في عام 2010».
في كوينزلاند، يُسمح قانونيًا للأزواج المثليين بالتبني منذ إصدار قانون بشأن ذلك في نوفمبر 2016. قد يتبنى الافراد المثليون العزاب في بعض الولايات، لكن الأفراد الذين يسعون للتبني يعتبرون أقل أولوية من الأزواج وقوائم الانتظار الطويلة للتبني تجعل ذلك من المستحيل عمليا. يجوز للأفراد عادة فقط تبني طفل ذي احتياجات خاصة أو في حالات استثنائية.
قدمت جنوب أستراليا مشروع قانون إلى برلمان جنوب أستراليا للسماح للأزواج المثليين بتبني الأطفال في سبتمبر 2016 والذي أقره البرلمان في ديسمبر 2016. تلقى القانون الموافقة الملكية بعد أسبوع واحد ودخل حيز التنفيذ في فبراير 2017.

## تبني أحد الشريكين للطفل البيولوجي للشريك الأخر
عندما يكون التبني المشترك للأطفال من قبل الأزواج المثليين أمرًا قانونيًا، يكون كذلك تبني أحد الشريكين للطفل البيولوجي للشريك الأخر أمرا قانونيا. في جميع الولايات القضائية داخل أستراليا، قد تستخدم الأم الشريكة المثليّة أو الأب الشريك المثليّ أحكام تبني الشركاء، على الرغم من أن الزوجات والشريكات المثليات في تلك الولايات التي وُلد أطفالهن من خلال تقنيات التخصيب بالمساعدة قد لا يحتاجون في الواقع إلى تبنيهم، لأن القانون هناك يفترض أن الأم الشريكة الأنثى والدة قانونية أيضا طالما وافقت على هذا المفهوم. منذ عام 2017، أصبحت جميع الولايات والأقاليم تسمح لكل من الشركاء المثليين بعلاقة معترف بها قانونيًا مع طفلهم - باستثناء أستراليا الغربية للأطفال المولودين عبر تأجير الرحم.
ومع ذلك، حتى تلك القوانين تحتوي على افتراض عام ضد إصدار أمر التبني لأن أمر التبني يفصل العلاقة القانونية بين الطفل وواحد من والديه. نظرًا للعواقب الوخيمة لأمر التبني، تحتوي جميع قوانين التبني الخاصة بإبن الشريك (بما في ذلك تلك التي تنطبق على الأزواج المغايرين) على تفضيل قوي للتعامل مع ترتيبات الأبوة والأمومة الجديدة من خلال أمر الأبوة بدلاً من أمر التبني.
بالتناوب، قد تتقدم الأم الشريكة أو الأب المثلي الشريك للطفل بطلب إلى محكمة الأسرة الأسترالية للحصول على أمر الأبوة، ك«الأشخاص الآخرين المهمين لرعاية الطفل ورفاهيته ونموه». وهو ما يوفر «الوضع الراهن» المهم إذا ماتت الأم، ومنع أفراد الأسرة الآخرين من رعاية الطفل على الفور.
أصدرت لجنة حقوق الإنسان وتكافؤ الفرص تقريراً في عام 2007 بعنوان "التحقيق الوطني في التمييز ضد الأشخاص الذين يعيشون في علاقات مثلية" أوصى بتعديل أو إنشاء قوانين تعترف بالعلاقة بين الطفل والآباء والأمهات المثليين. على وجه الخصوص، ينبغي لقوانين "تبني أحد الشريكين للطفل البيولوجي للشريك الآخر" أن تنظر بسهولة أكبر في التبني من قِبل شريكة مثلية أو شريك مثلي، وهذا سيتطلب تعديلات لإلغاء الحظر المفروض على تبني المثليين للأطفال في جميع قوانين الولايات والأقاليم ما عدا قوانين أستراليا الغربية ومنطقة العاصمة الأسترالية وتاسمانيا. " تم تقديم التقرير النهائي لنفس الجنس: نفس الاستحقاقات إلى البرلمان في 21 يونيو 2007.

## تقنيات التلقيح بالمساعدة وتأجير الرحم
تندرج تقنيات التلقيح بالمساعدة وتأجير الرحم تحت اختصاص الولايات والأقاليم في أستراليا، لذلك لا يمكن استخدام التشريعات الوطنية لمنعها. تعتبر تقنيات التلقيح بالمساعدة (التي تشمل على سبيل المثال لا الحصر، الإخصاب في المختبر والتلقيح الاصطناعي) وغيرها من التقنيات الإنجابية قانونية في جميع الولايات والأقاليم (انظر حقوق المثليين في أستراليا لمزيد من المعلومات). تعتبر أستراليا الغربية الولاية الوحيدة التي تحظر تأجير الأرحام غير التجاري للأفراد العزاب وللأزواج المثليين.
لا يزال تأجير الأرحام التجاري والإعلانات ذات الصلة غير قانونية في جميع الولايات والأقاليم باستثناء الإقليم الشمالي حيث لا توجد قوانين أو لوائح تتعلق بترتيبات تأجير الأرحام. يعتبر تأجير الأرحام غير التجاري، حيث لا تتلقى الأم البديلة أي مكافأة مالية لحملها أو التخلي عن الطفل، قانونية في جميع الولايات والأقاليم، على الرغم من أنها في أستراليا الغربية مخصصة للأزواج المغايرين. كانت جنوب أستراليا أحدث ولاية سمحت للأزواج المثليين بالحق في تاجير الأرحام غير التجاري (انظر حقوق المثليين في جنوب أستراليا للمزيد). مع تأجير الأرحام غير التجاري، يتم دفع النفقات المتعلقة بالحمل والولادة فقط من قبل الوالدين المقصودين مثل النفقات الطبية، ملابس الأمومة، وغيرها من النفقات ذات الصلة.
لا تزال ممارسة تأجير الأرحام غير التجاري للأزواج المثليين والأفراد العزاب غير قانونية إلا في ولاية أستراليا الغربية. يُعتقد أن هناك ترتيبًا واحدًا من بين كل 20 ترتيبًا لتأجير الأرحام في أستراليا؛ تقريبا جميعها تنطوي على تأجير الأرحام أجنبية من جنوب شرق آسيا والولايات المتحدة. في ولاية تاسمانيا، حتى 30 أبريل 2012، تم إلغاء قانون عقود تأجير الأرحام 1993 واستبداله في 1 مايو 2013 بقانون تأجير الأرحام 2012 الذي دخل حيز التنفيذ للسماح بتأجير الأرحام غير التجاري لجميع الأشخاص العزاب والأزواج من جميع الأجناس. في ولاية كوينزلاند، حيث أعلنت حكومة الحزب الوطني الليبرالي المنتخبة حديثًا والتي فازت في انتخابات ولاية كوينزلاند في مارس 2012 بأغلبية كبيرة، أنها ستعيد تجريم تأجير الأرحام للأفراد والأزواج المثليين والشركاء المغايرين الذين يعيشون في علاقة بحكم الأمر الواقع لأقل من عامين. ولكن ذلك لم يحدث، ولم يتم فعله أبدا. في نوفمبر/تشرين الثاني 2006، وافق المدعون العامون من جميع الولايات والأقاليم من حيث المبدأ على لوائح تأجير الأرحام التي تعني أن الأزواج لن يعودوا مضطرين للسفر لتجنب الترتيبات غير القانونية في ولايتهم بعد أن كشف السناتور الأسترالي من فيكتوريا ستيفن كونروي وزوجته باولا بينسون، أن ابنتهما إيزابيلا قد ولدت عبر تأجير الأرحام في سيدني عن طريق الإخصاب داخل بويضة تم التبرع بها. في أبريل 2007، دعا المدعي العام الفيدرالي فيليب رودوك إلى قوانين تأجير الأرحام، لكي لا يعود على الأزواج في بعض الولايات السفر إلى مكان آخر للخضوع للإجراء القانوني.
تمت معالجة الحصول على حقوق الوالدين القانونية للشركاء المثليين للوالد البيولوجي فقط في الآونة الأخيرة بطرق محدودة. تعترف جميع الولايات والأقاليم بالأمهات الشريكات كوالدين لأطفال يولدون في الإخصاب في المختبر أو التلقيح الاصطناعي. الأزواج الذكور الذين يرتبون تأجير الأرحام غير التجاري (نظرًا لأن الأم البديلة التجارية غير قانونية) باستخدام الحيوانات المنوية لأحد الشركاء، والتي قد تكون ممكنة من الناحية القانونية في مقاطعة العاصمة الأسترالية، نيو ساوث ويلز، تاسمانيا، كوينزلاند وفكتوريا وجنوب أستراليا سيواجهون صعوبات قانونية في الحصول على حقوق الوالد الجيني باعتباره «مانحًا للحيوانات المنوية»، وإنهاء حقوق الأم البديلة (من الناحية المثالية من خلال تبني أحد الشريكين للطفل البيولوجي للشريك الآخر)، والتي ستكون مطلوبة من أجل الحصول على اعتراف قانوني للشريك غير البيولوجي. يحاول عدد متزايد من الأزواج الذكور من جميع أنحاء العالم أن يصبحوا آباء والأمهات من خلال تأجير الأرحام في الولايات المتحدة بسبب قوانينها المواتية. ومع ذلك، يعد جرما أن يقوم أي شخص يقيم عادةً في كوينزلاند أو نيو ساوث ويلز أو مقاطعة العاصمة الأسترالية أن يدخل في ترتيب تأجير الأرحام التجاري في أي مكان في العالم.
|                              | تقنيات التلقيح بالمساعدة/التلقيح الصناعي للأمهات البديلات للأزواج المثليين من الرجال | تقنيات التلقيح بالمساعدة/التلقيح الصناعي للزوجات المثليات من الإناث | تأجير الأرحام التجاري | تأجير الأرحام غير التجاري | الاعتراف بشكل تلقائي على الوالد غير البيولوجي عند ولادة الطفل           |
| ---------------------------- | ------------------------------------------------------------------------------------ | ------------------------------------------------------------------- | --------------------- | --- | ----------------------------------------------------------------------- |
| كوينزلاند                    | نعم                                                                                  | قانوني                                                              | غير قانوني            | قانوني | نعم (لجميع الأزواج)                                                     |
| مقاطعة العاصمة الأسترالية    | نعم                                                                                  | قانوني                                                              | غير قانوني            | قانوني | نعم (لجميع الأزواج)                                                     |
| تاسمانيا                     | نعم                                                                                  | قانوني                                                              | غير قانوني            | قانوني | نعم (لجميع الأزواج)                                                     |
| فيكتوريا                     | نعم                                                                                  | قانوني                                                              | غير قانوني            | قانوني | نعم (لجميع الأزواج)                                                     |
| نيو ساوث ويلز وجزيرة نورفولك | نعم                                                                                  | قانوني                                                              | غير قانوني            | قانوني | نعم (لجميع الأزواج)                                                     |
| جنوب أستراليا                | نعم                                                                                  | قانوني                                                              | غير قانوني            | قانوني | نعم (لجميع الأزواج)                                                     |
| الإقليم الشمالي              | لا قوانين                                                                            | قانوني                                                              | لا قوانين             | لا قوانين | نعم (للزوجات والشريكات المثليات), لا قوانين (للأزواج والشركاء المثليين) |
| أستراليا الغربية             | غير قانوني                                                                           | قانوني                                                              | غير قانوني            | غير قانوني (محظور على الأشخاص العزاب والأزواج المثليين؛ مشروع قانون في الانتظار لإزالة الحظر)؛ قانوني (للأزواج المغايرين المتزوجين أو الشركاء المغايرين في علاقة بحكم الأمر الواقع) | نعم (لجميع الأزواج), لا (للأزواج والشركاء المثليين)                     |

### إقليم العاصمة الأسترالية
قنن قانون الأبوة 2004 تأجير الأرحام غير التجاري ولكن اعتبر الأم وزوجها كآباء ما لم يتبناه أيضا الآباء الجينيون للطفل. في عام 2000، أصبحت إقليم العاصمة الأسترالية أول ولاية أو إقليم يسمح للوالدين الجينيين المغايرين للطفل المولود عن طريق تأجير الأرحام أن يصبحا والديه القانونيين، مما يتيح لهم الحصول بسهولة على أمر الأبوة وتجنب التبني. من غير القانوني الإعلان عن تأجير الأرحام والدفع لتأجير الأرحام أو متبرع بيضوي. عندما تكون هناك امرأتان تربطهما علاقة مثلية، وتلد واحدة منهما نتيجة تقنيات التلقيح بالمساعدة، يُفترض أن نكون شريكتها والدة الطفل. تسمح عملية تسجيل المواليد الخاصة بمقاطعة العاصمة الأسترالية بتسجيل الشخص باعتباره «الأم» أو «الأب» أو «الوالد»، مما يتيح للأزواج المثليات الاعتراف بهم كآباء في وثائق ميلاد الطفل.

### الإقليم الشمالي
كان الإقليم الشمالي ثاني ولاية أو إقليم أسترالي تمدد افتراض النسب للشريكة المثلية في عام 2003 مع قانون وضع الطفل 2003، لتتبع أستراليا الغربية التي قامت بذلك في عام 2002. أصبح الإقليم الشمالي الولاية القضائية الأخيرة في أستراليا التي تسمح قانونيا على حد سواء الشركاء غير المتزوجين المغايرين الشركاء غير المتزوجين المثليين لتبني الأطفال، عندما تم تمرير مشروع قانون تعديل تشريع تبني الأطفال (المساواة) 2017 من قبل المجلس التشريعي للإقليم الشمالي في مارس 2018. حصل مشروع القانون على الموافقة الملكية في 19 نيسان 2018، ليصبح قانون تعديل تشريع تبني الأطفال (المساواة) 2018 ودخل حيز التنفيذ في اليوم التالي.

### تاسمانيا
ينص قانون الطفل 1974 على أن المرأة التي تلد الطفل هي الأم، بغض النظر عن الوراثة. يذكر القانون «النسب» لكلا الأمهات الشريكتين في القسم 10C، ولكن تقريرًا أعدته في عام 2003 اللجنة الدائمة المشتركة المعنية بتنمية المجتمع اقترح تعديل القانون للاعتراف بالشريكة المثلية كأم عن طريق مشروع قانون العلاقات (التعديلات المترتبة) 2003 ولكن فشل مجلس الشيوخ في تمريره بصوت واحد فقط. في يونيو 2009، اقترح مشروع قانون العلاقات (التعديلات المتنوعة) على إصلاح قانون التبني للولاية ووضع قانون الطفل، والسماح للأمهات المثليات غير البيولوجيين أن تعتبر من الناحية القانونية والدة الطفل الذي ولد باستخدام التلقيح الاصطناعي. أقر مجلس النواب مشروع القانون في 20 أغسطس تصويت 35 صوتا لصالح مقابل 3 أصوات ضد (45-3)، وعارضه ثلاثة نواب من الحزب الليبرالي الذين حصلوا على تصويت الضمير. صادق المجلس التشريعي على مشروع القانون مع تعديلات لتأجيل القانون إلى 1 يناير 2004 في أكتوبر 2003 دون معارضة. وافق مجلس النواب على التعديلات التي أدخلها المجلس التشريعي في نوفمبر 2009، ثم أقر البرلمان التاسماني.
في عام 2012، أقرت تاسمانيا قانونين للسماح قانونيا بدراسة تأجير الأرحام غير التجاري. يسمى القانونان قانون الأرحام رقم 34 وقانون الأم البديلة (التعديلات المترتبة) رقم 31. تمت صياغة مشروع قانون مقترح عن تأجير الأرحام غير التجاري وتمريره من قِبل مجلسي البرلمان التسماني - فقط بعد مراجعة قانون عقود تأجير الأرحام 1993 رقم 4 وبعد عملية تشاور مجتمعية مستمرة. وبموجب تشريع تأجير الأرحام، يجب أن يكون عمر الأم الحاضنة 25 عامًا على الأقل ولا يمكن أن يكون حملها الأول. دخلت قوانين تأجير الأرحام الجديدة حيز التنفيذ في 1 مايو 2013.

### أستراليا الغربية
أثبت قانون التكنولوجيا الإنجابية عند الإنسان (أستراليا الغربية) 1991 أن استخدام أي تقنيات التلقيح بالمساعدة، يجب أن يكون غير قادر على إنجاب الطفل لأسباب صحية (العقم السريري)، و «الأشخاص الذين يسعون للعلاج كزوجين يجب أن يكونو متزوجين أو في في علاقة بحكم الأمر الواقع ويجب أن يكونوا من المغايرين مع بعضها البعض».
في عام 2002، تم تعديل قانون الحمل الاصطناعي لعام 1985 للتعامل مع الزوجات المثليات. وذكر أنه، في حالة خضوع المرأة التي لها علاقة بحكم الأمر الواقع مع امرأة أخرى، بموافقة شريكتها بحكم الأمر الواقع، لإجراء إخصاب اصطناعي، يُفترض بشكل قاطع أن تكون الشريكة بحكم الأمر الواقع للمرأة الحامل والدة طفل لم يولد بعد وهي أحد الوالدين لأي طفل يولد نتيجة الحمل.
يسمح سجل المواليد والوفيات والزواج في أستراليا الغربية بتسجيل أحد الوالدين بخلاف «الأم» و/أو «الأب» في مستندات ميلاد الطفل. يوفر نموذج تسجيل المواليد للأزواج من نفس الجنس خيار وصف أنفسهم بأنهم «أم» و «والد»؛ «الأم» و «الأم»؛ أو «الوالد» و «الوالد». بشرط الحصول على موافقة مناسبة من كل من المرأة وشريكها من نفس الجنس، فسيتم افتراض أن الشريك هو والد أي طفل ولد.
وافق الجمعية التشريعية على مشروع قانون تأجير الأرحام 2007 في سبتمبر 2007، وأحيل إلى اللجنة الدائمة لشؤون التشريع في المجلس التشريعي في نوفمبر 2007. وإرساله إلى الجمعية التشريعية (مع بعض التعديلات لحظر الأشخاص غير المتزوجين والأزواج المثليين من ترتيبات تأجير الأرحام غير التجاري) لقراءة ثالثة في يونيو 2008. وتم إصدار التشريع في 4 ديسمبر 2008.